# Ålholm Plads
Aalholm Plads er en plads og et gadeareal i Valby i København. Pladsen ligger syd for Roskildevej (en del af Sekundærrute 156) og nord for Bramslykkevej samt nordøst for Ålholmvej (en del af Ring 2).
Lidt øst for pladsen ligger Aalholm Kirke, og cirka 300 meter mod øst ligger Ålholm Station ved Ringbanen. Øst for Ringbanen ligger Ålholm Skole. Ved selve pladsen ligger Cafe Ålholm Bodega.
Ålholm Plads blev opkaldt efter beliggenheden ved Ålholmvej i 1944. Ålholmvej blev opkaldt efter herregården Ålholm på Lolland i 1918. Den er en af flere gader i kvarteret, der er opkaldt efter herregårde på Lolland.